# Proiettore cinematografico

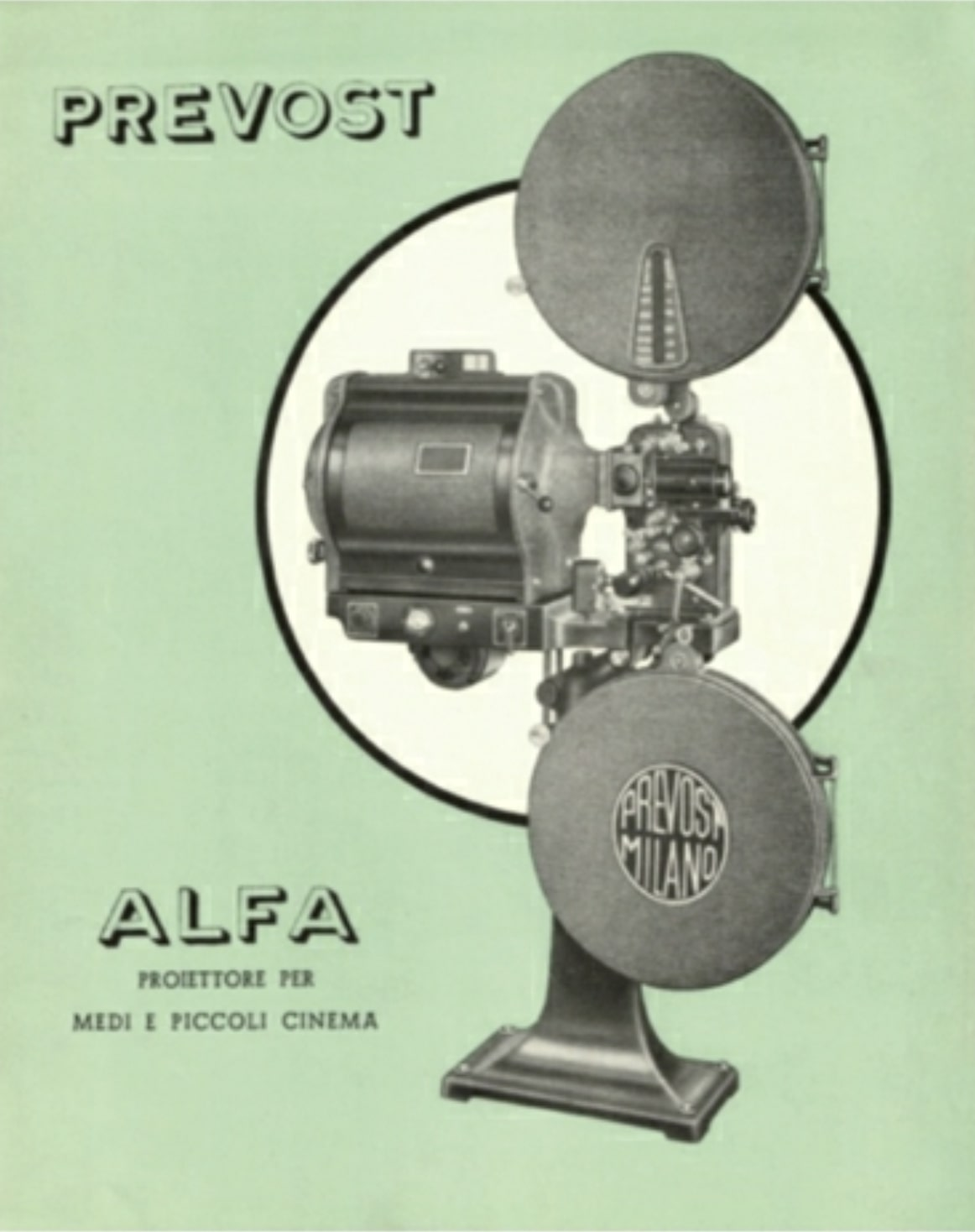
Proiettore cinematografico delle Officine Prevost degli anni '30, prodotto nello stabilimento di via Forcella, Milano

Il proiettore cinematografico è una macchina elettro-meccanica, dotata di lampade e di ottiche per proiettare diversi fotogrammi al secondo (in genere 24) sullo schermo di proiezione del cinema, ricreando l'effetto del movimento continuo di un filmato, sullo spettatore. 
Dall'avvento del digitale (intorno agli anni novanta del secolo scorso), i proiettori non usano più la pellicola cinematografica, ma immagini digitali memorizzate su un hard-disk a stato solido.

## Rudimenti di meccanica
Il cuore di ogni proiettore cinematografico è costituito dal meccanismo di avanzamento alternato della pellicola (che può essere una croce di malta o una griffa, ma in alcuni modelli più recenti - prodotti da un'azienda tedesca titolare del brevetto - è sostituito da un motore ausiliario a rotazione intermittente - cosiddetta trazione diretta). Il fotogramma della pellicola (cioè la singola fotografia) viene collocato per un ventiquattresimo di secondo (laddove si adotti la velocità standard di 24 ft/s - fotogrammi al secondo) davanti ad una lampada che genera un fascio di luce; questo, dopo aver illuminato il fotogramma, transita per un obiettivo il quale ha il compito di indirizzarlo sullo schermo consentendone la messa a fuoco.

Spesso citato come il primo film della storia, Sallie Gardner at a Gallop di Eadweard Muybridge è del 1878

Durante il funzionamento del meccanismo di avanzamento intermittente, un altro componente del proiettore (cd. otturatore: a pale o a farfalla) ha il compito di interrompere il fascio di luce onde impedire all'occhio dello spettatore di cogliere il fotogramma durante il suo spostamento.

## Lampi di luce
Il numero di lampi di luce emessi però non è 24 al secondo - come sembrerebbe logico, atteso che la cadenza di proiezione è di 24 fotogrammi per secondo - ma 48: il fenomeno della persistenza delle immagini sulla retina consente all'occhio di non cogliere l'alternanza di buio e di luce solo a partire da circa cinquanta cicli al secondo.
Perciò l'otturatore deve essere costruito in modo da consentire almeno due otturazioni per ogni fotogramma proiettato: ne consegue che ogni due interruzioni del fascio di luce, una serve ad occultare il cambio di fotogramma, ed una ha una mera funzione compensativa onde incrementare la frequenza dei lampi sullo schermo. In questo modo durante una normale proiezione si determinano quarantotto lampi al secondo sullo schermo, valore, questo, abbastanza vicino a quei cinquanta cicli necessari. Con l'avvento di proiettori delle ultime generazioni sono state introdotte anche cadenze multiple, con il raggiungimento di 72 lampi.

## Le lampade

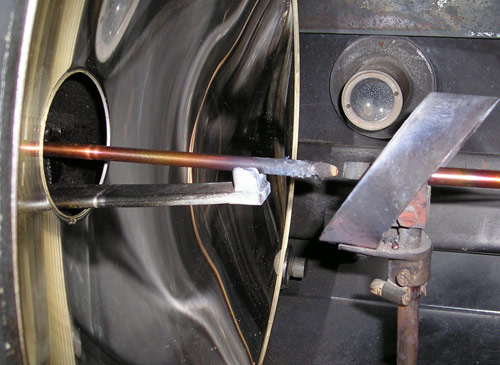
Carboni e specchio di una lanterna di un proiettore

Le prime lampade per proiezione utilizzavano miscele di eteri e ossigeno. Ciò, unito alla forte infiammabilità del primitivo supporto (la celluloide) era fonte di gravi pericoli per gli spettatori. Nel 1897, durante una festa di beneficenza organizzata a Parigi dall'aristocrazia francese, un violento incendio, causato dall'errata manovra di riaccensione della lampada, distrusse il padiglione di legno che ospitava la festa provocando la morte di centoventuno persone. Le lampade a fiamma furono così bruscamente abbandonate.
La diffusione della rete elettrica consentì l'adozione delle prime lampade ad arco elettrico (inventato da Davy nel 1808). A questa famiglia appartengono le lampade tuttora impiegate nei proiettori professionali.
L'arco è dovuto al passaggio di corrente nello spazio gassoso che separa due conduttori. Le prime lanterne ad arco contenevano due elettrodi (costituiti da lunghi cilindretti di carbone di storta ricoperti di rame) i quali, una volta avvicinati, dopo essere stati messi in tensione, provocavano una scintilla (cd. adescamento dell'arco); il successivo allontanamento dei due elettrodi determinava il formarsi dell'arco. Un apposito motorino elettrico li faceva avanzare, mantenendoli nella posizione di fuoco ottico, compensando il loro consumo (molto approssimativamente 20 cm/h).
Attualmente, anche nei proiettori cinematografici di tipo digitale, la sorgente di luce è la stessa, sempre un arco elettrico, ma generato da lampade allo Xeno ad alta pressione.

## Tipi di lampade

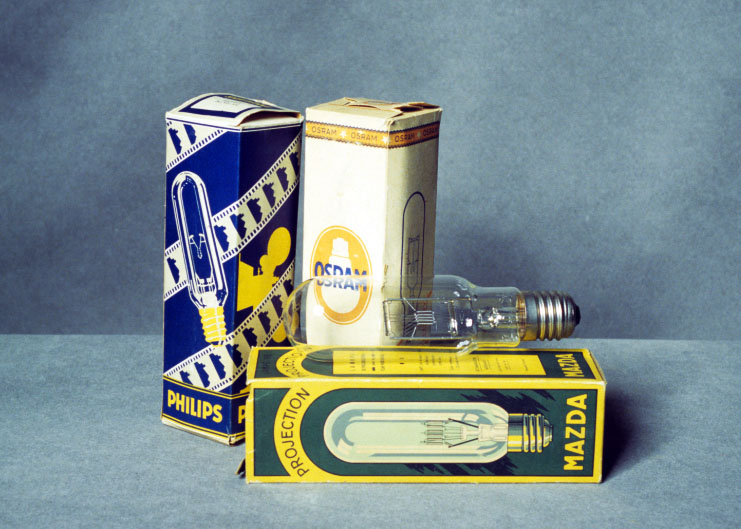
Lampade per proiettori 16 mm

Oggi gli elettrodi di tungsteno sono contenuti in ampolle riempite con particolari gas (come lo xeno) e terre rare; l'innesco è provocato non meccanicamente, ma inviando agli elettrodi una scarica elettrica ad alta tensione.
Le lampade ad arco del tipo descritto emettono una luce molto bianca la cui temperatura di colore è tra i 5600 e 6200 K, equivalente alla temperatura di colore della luce solare nelle ore di massima luminosità (quando una fonte luminosa è accreditata di una certa temperatura di colore vuol dire che fornisce la stessa luce che verrebbe emessa da un corpo nero riscaldato alla temperatura indicata; un indice di misurazione più preciso, ma anche più complesso, è il cosiddetto indice di resa cromatica).
Nei proiettori destinati all'uso domestico si adottano, invece, lampade alogene ad incandescenza, la cui temperatura colore è di 3200 K. Questo significa che questo tipo di luce contiene in misura maggiore le frequenze del rosso, ma ciò non si deve considerare un difetto, dato che le pellicole per uso amatoriale – come il Kodachrome – risultano più gradevoli alla proiezione se si impiega una luce più calda, com'è appunto quella di tali lampade.

## Il trascinamento della pellicola

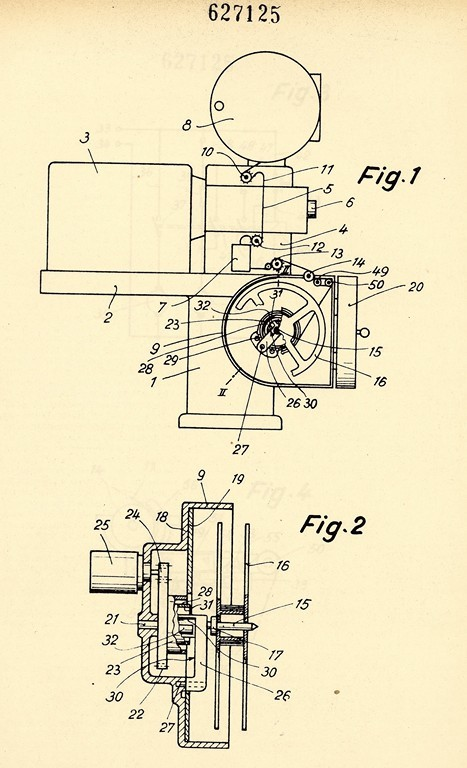
Disegno per il brevetto er un proiettore cinematografico dotato di apposito motore per l'avvolgimento della pellicola, Stoccarda, 1960.

I bordi di una pellicola cinematografica sono perforati in maniera regolare. Nel formato standard più diffuso, il 35mm, ogni fotogramma ha quattro perforazioni per lato, il formato 16mm ha invece, per ogni fotogramma, due perforazioni per ogni lato oppure due su un solo lato. Lo scopo di queste perforazioni è quello di consentire l'avanzamento o il trascinamento regolare della pellicola attraverso una serie di rocchetti dentati, collegati ad un motore elettrico grazie ad un sistema di cinghie e di pulegge. Altri rocchetti non motorizzati (rocchetti "folli") servono a impedire che la pellicola scivoli fuori dal suo percorso e si strappi. La pellicola viene avvolta su una bobina della capacità adeguata per dimensioni e durata del film, detta bobina di svolgimento, posta a monte del proiettore (in genere in alto o posteriormente) e viene raccolta da un'altra bobina uguale, detta bobina d'avvolgimento.

## Principali produttori di proiettori a passo ridotto
- Agfa
- Arco
- Bauer
- Beaulieu
- Bell and Howell
- Bolex Paillard
- Canon
- Chinon
- Elmo
- Eumig
- Fuji
- Fumeo
- Heurtier
- Keystone
- Kodak
- Liesegang
- Meopta
- Nizo
- Pathé
- Revere
- Ricoh
- Rollei
- Sankyo
- Siemens
- Silma

## Galleria d'immagini

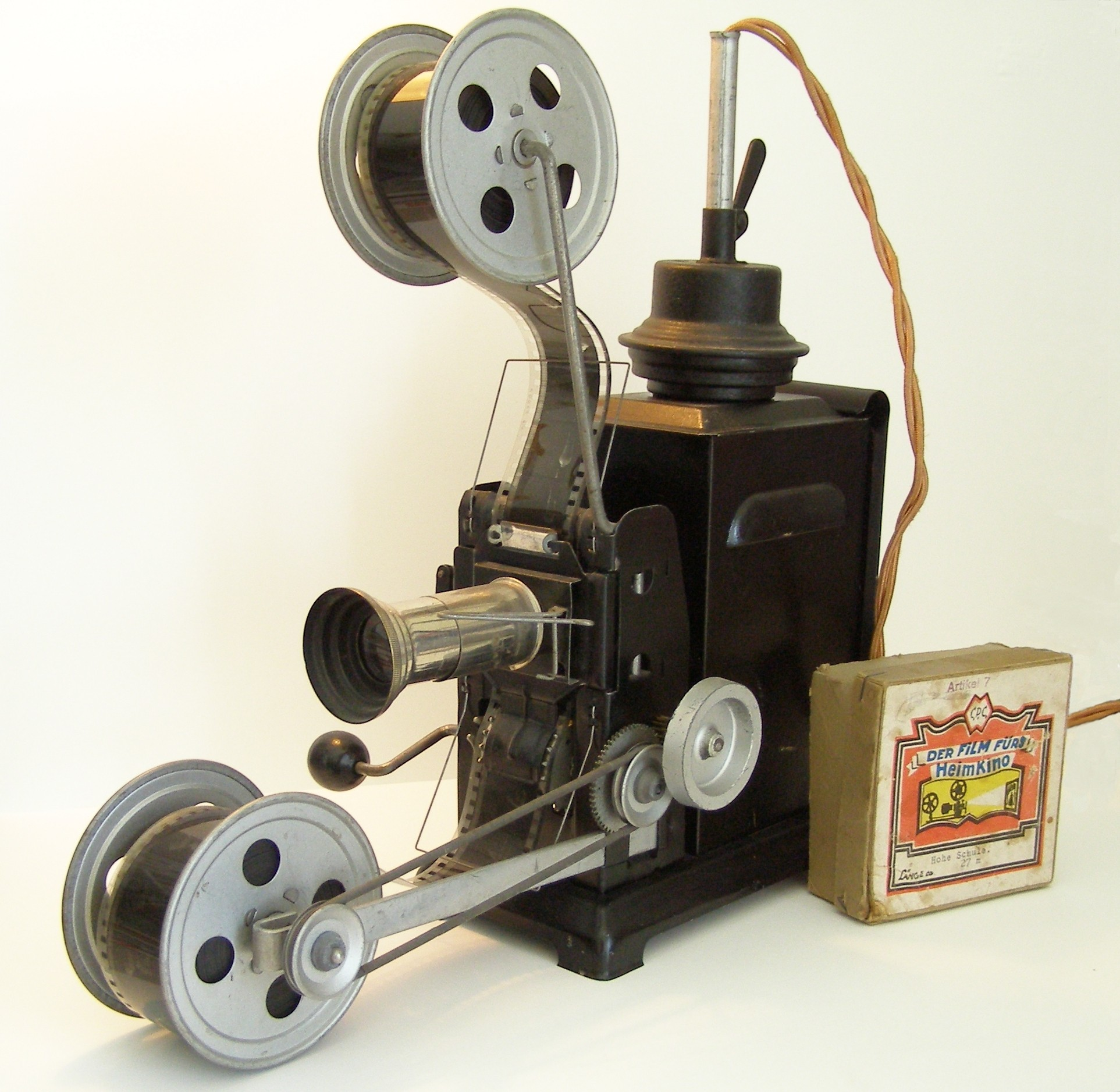
Un proiettore manuale 35 mm muto, di bassa fascia
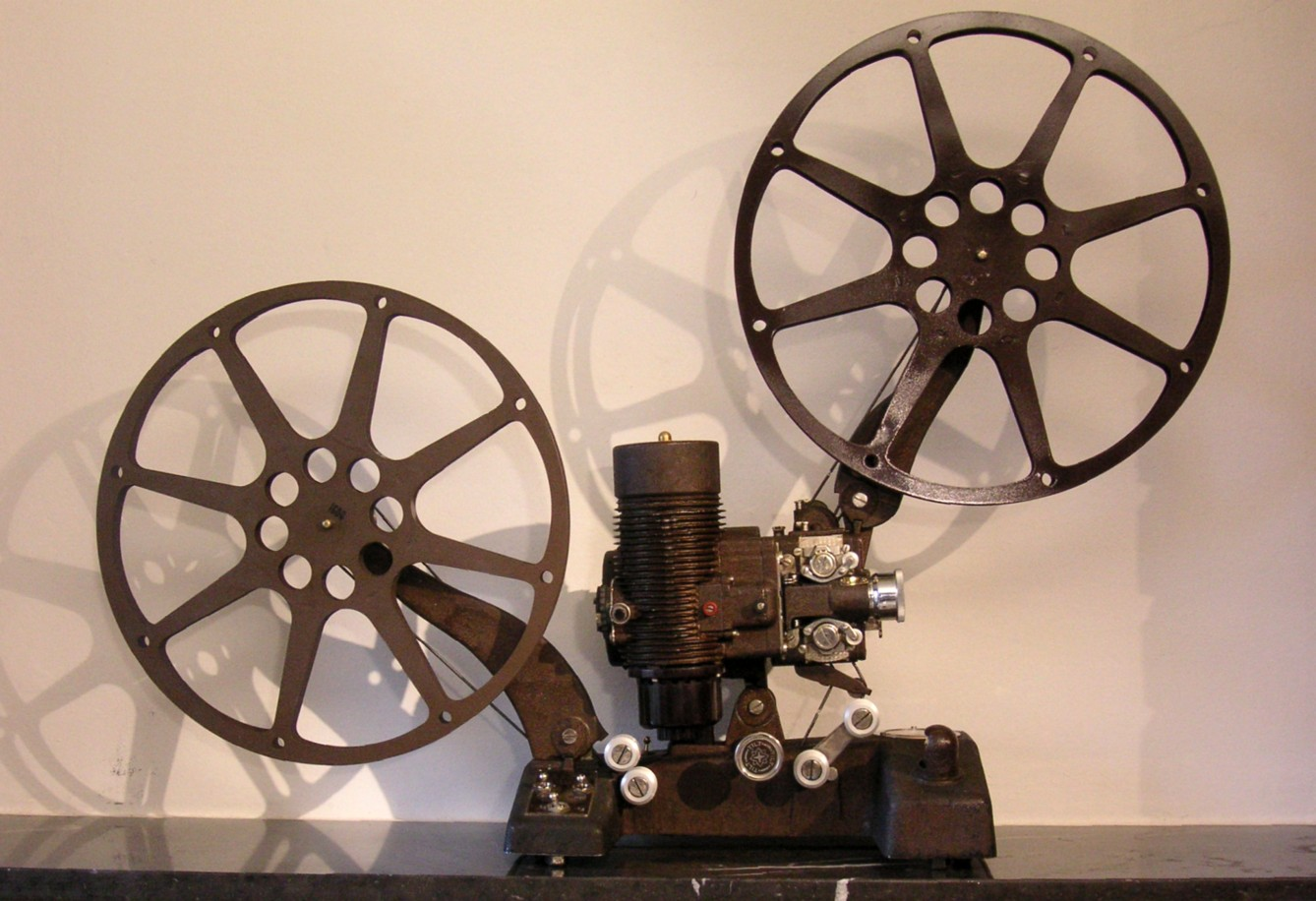
Un proiettore muto 16 mm di fascia media
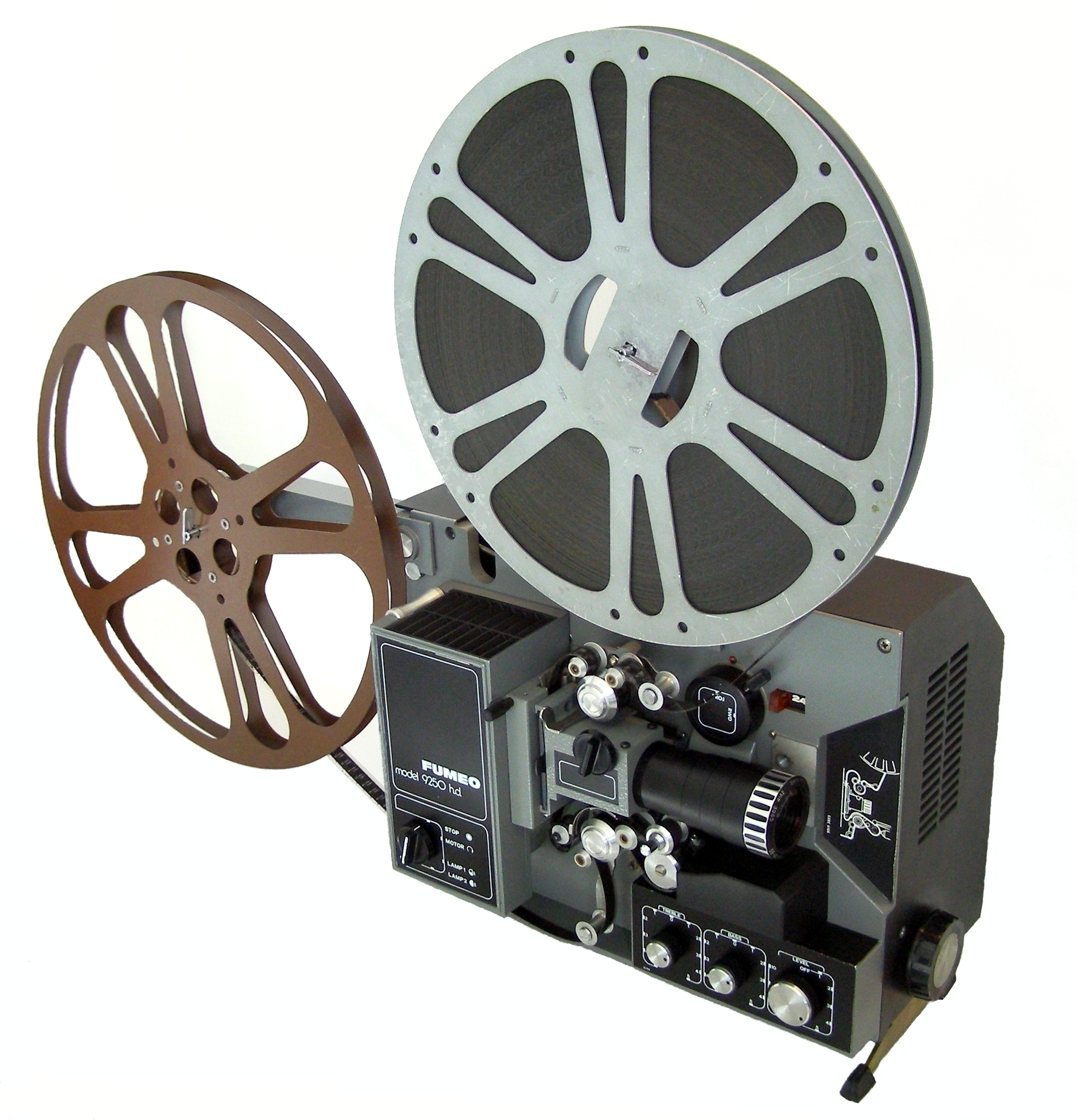
Proiettore sonoro Fumeo 16 mm semi-professionale (anni settanta)
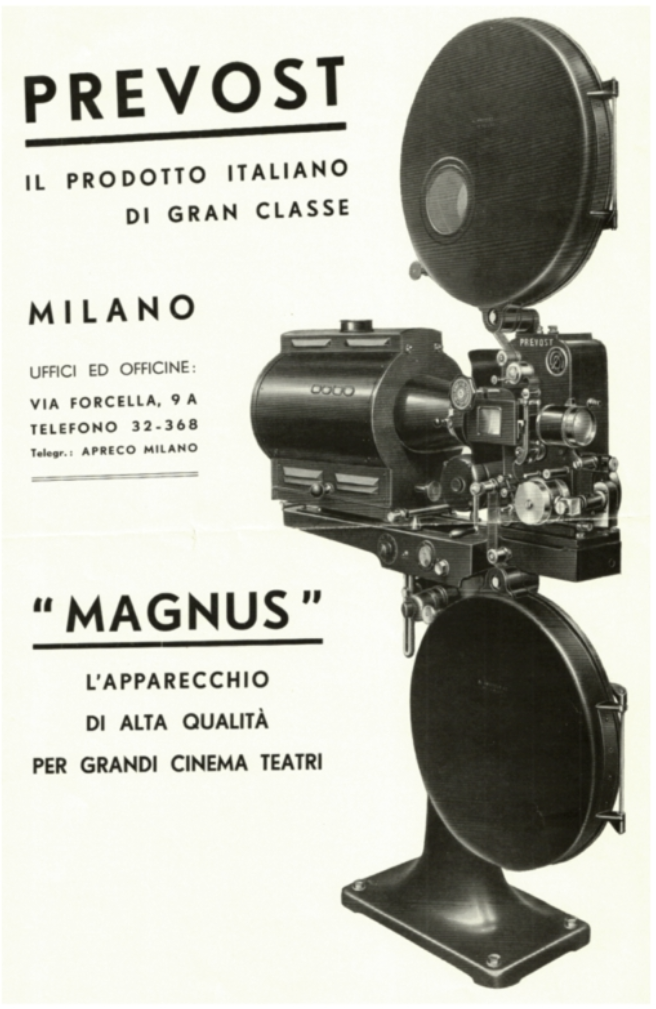
Proiettore Prevost Magnus 35 mm, uno tra gli apparecchi migliori al mondo (vers. Anni '30)
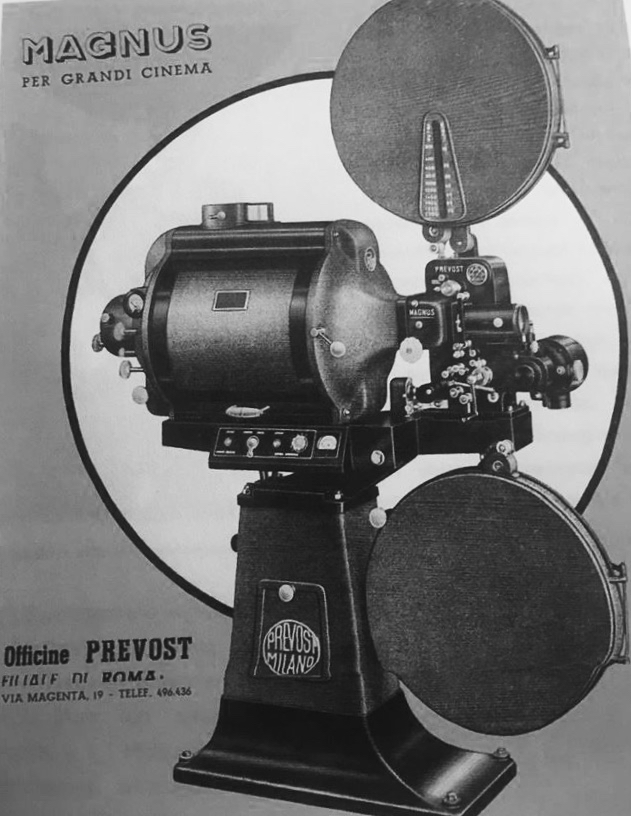
Proiettore Prevost Magnus 35 mm in una versione degli Anni '40
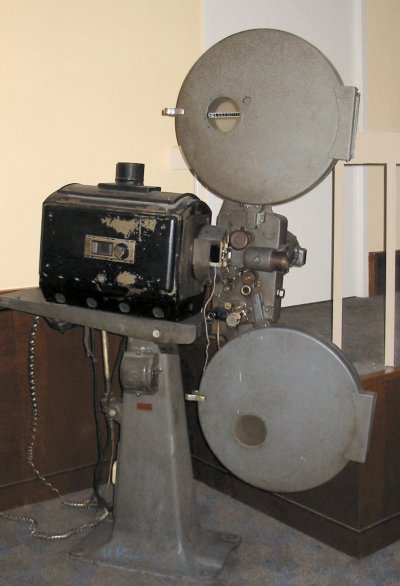
Un proiettore Philips 35 mm storico per piccole sale cinematografiche
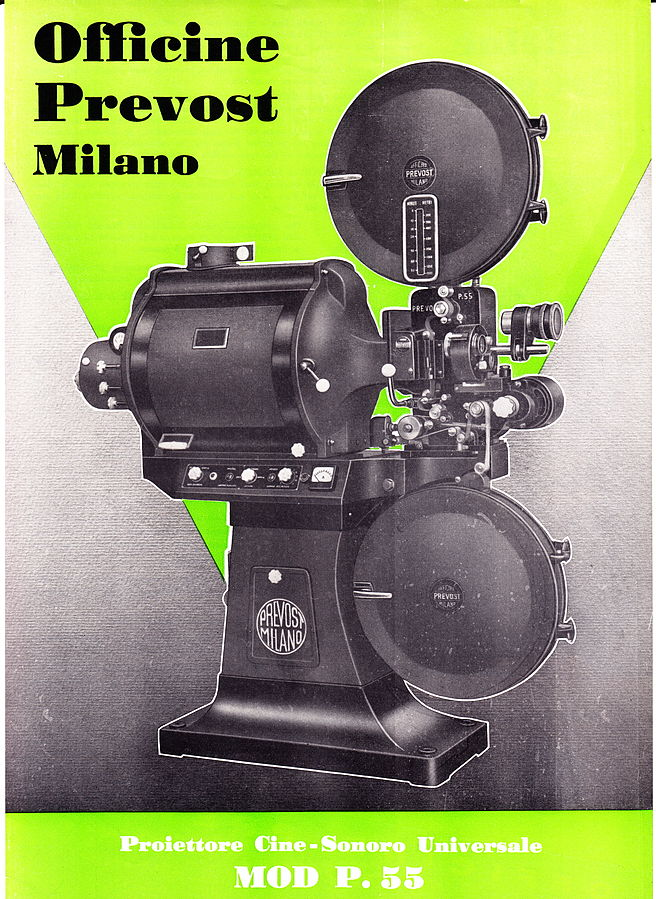
Proiettore Prevost P55 (1959)
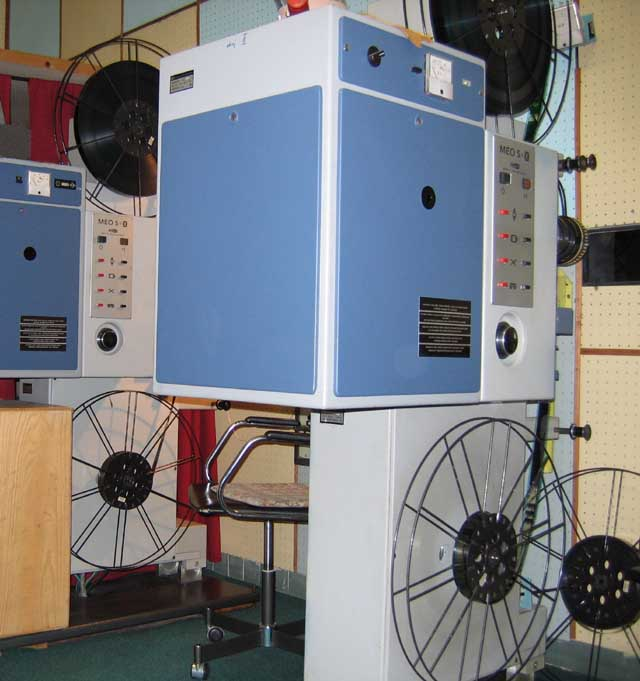
Un proiettore 35 mm moderno da sala cinematografica
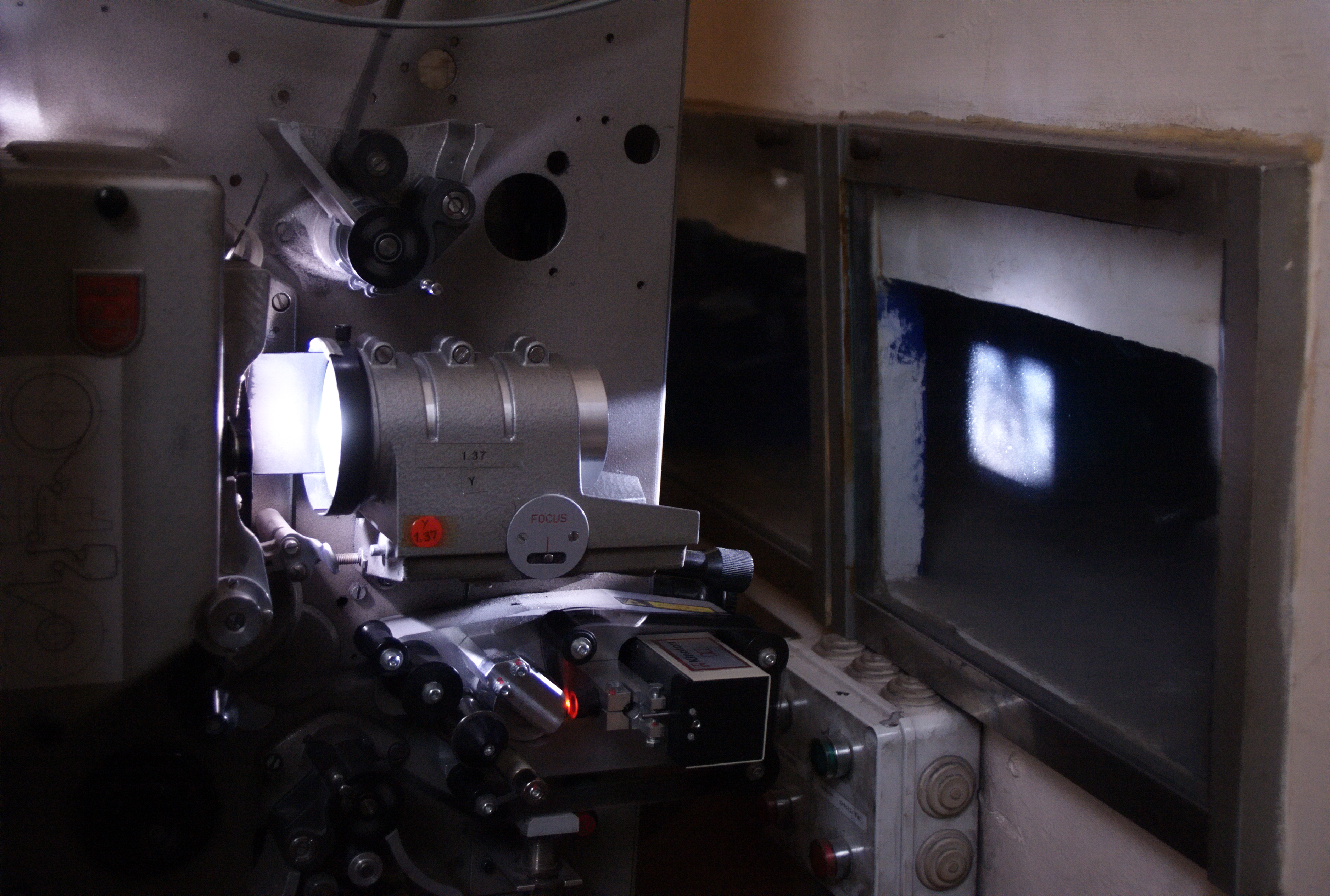
Un moderno proiettore da 35 mm
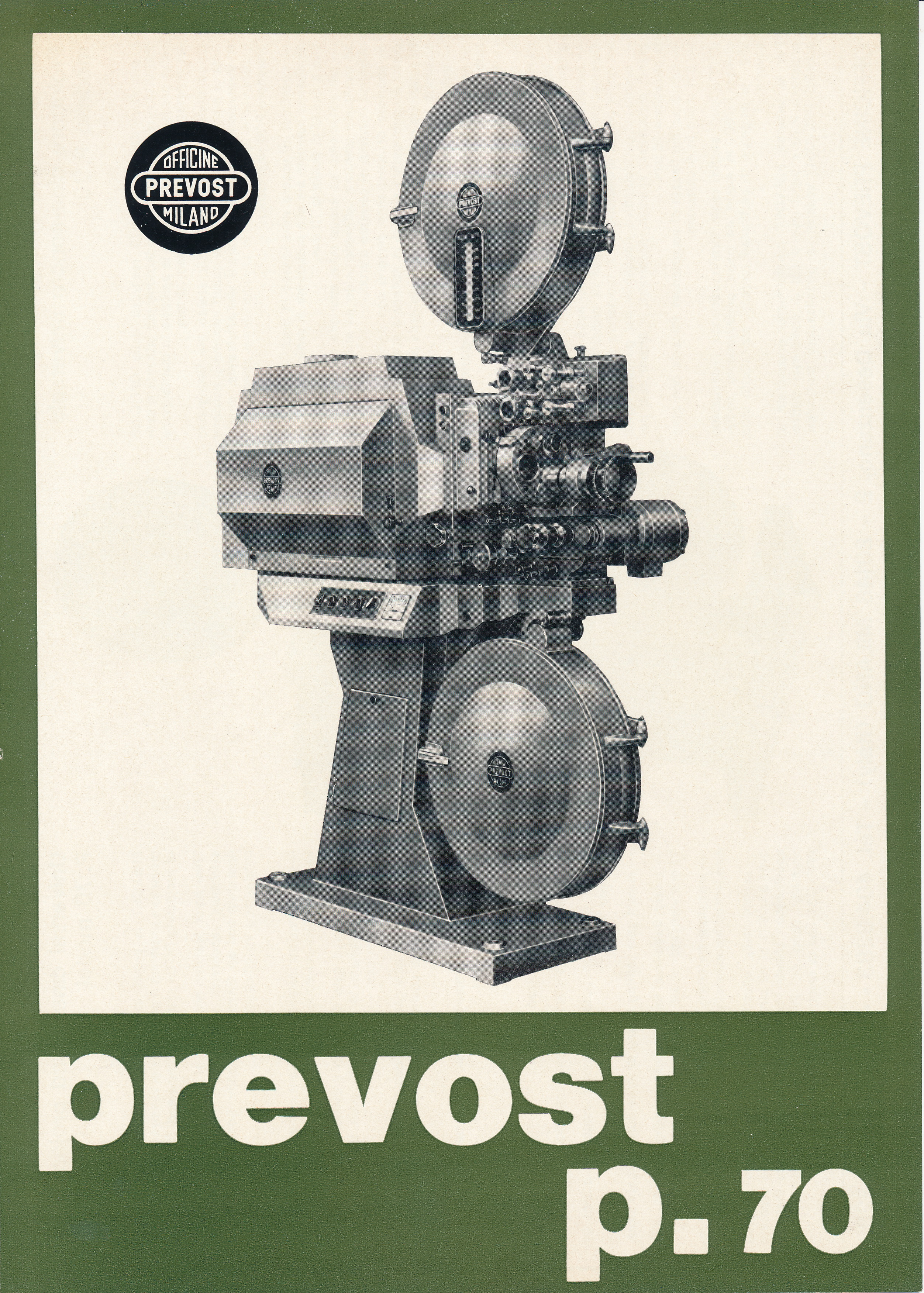
Proiettore Prevost P70 per pellicole 70/35mm e lampada xenon (Anni'70)